# エヴリデイ・ピープル
「エヴリデイ・ピープル」（Everyday People）は、スライ&ザ・ファミリー・ストーンが1968年に発表した楽曲。作詞・作曲はスライ・ストーン。
ローリング・ストーンの選ぶオールタイム・グレイテスト・ソング500（2021年版）では109位にランクされている。

## 概要
1968年11月1日、バンドの5枚目のシングル曲として発表された。B面は「シング・ア・シンプル・ソング」。1969年2月15日から3月14日にかけてビルボード・Hot 100の1位を4週連続で記録した。また同時にビルボードのHot R&B Singlesチャートでも2週連続で1位を獲得した。1969年のビルボード年間チャート5位を記録し、ゴールドディスクに輝いた。
グループの代表曲の一つであるとともに、平和と平等と連帯を高らかに歌い上げた歌詞と明るいメロディから、60年代後半のカウンターカルチャー・ムーブメントを代表する曲ともなった。
歌詞に登場する「different strokes for different folks」というフレーズは、元々はボクサーのモハメド・アリがインタビューで発言した言葉であったが、本曲のヒットによって社会に広まることとなった。アメリカの人気シットコム『アーノルド坊やは人気者』の原題である"Diff'rent Strokes"はこのフレーズにインスパイアされたものである。
ベースのスラップ奏法がレコードに現れた最初の例のひとつと言われている。
同年5月3日発売のアルバム『スタンド!』に収録されると、アルバムも300万枚以上を売り上げた。
2013年8月27日に発売された4枚組ボックスセット『ハイヤー!』にモノラル・シングル・バージョンが収録された。
ウッドストック・フェスティバルのライブ音源はボックスセット『The Woodstock Experience』（2009年）に収録されている。

## カバー・バージョン

### アレサ・フランクリン
アレサ・フランクリンが1991年に発表したアルバム『ホワット・ユー・スウェット』には、冒頭と末尾に「エヴリデイ・ピープル」のカバーが収録され、末尾のバージョンはシェップ・ペティボーンによるリミックスが施された。シングルとしてもリリースされ、アメリカの『ビルボード』のR&B/ヒップホップ・チャートでは13位、ダンス・ミュージック/クラブ・チャートでは33位に達し、全英シングルチャートでは1991年7月27日に69位を記録した。

### その他
- ペギー・リー - 1969年のアルバム『A Natural Woman』に収録。
- ダイアナ・ロス&ザ・スプリームス - 1969年のアルバム『Let the Sunshine In』に収録。
- ウィリアム・ベル - 1969年のアルバム『Bound to Happen』に収録。
- ザ・ステイプル・シンガーズ - 1969年のアルバム『We'll Get Over』に収録。
- ビリー・ポール - 1970年のアルバム『Ebony Woman』に収録。
- ディオンヌ・ワーウィック - 1972年のアルバム『From Within』に収録。
- ジョーン・ジェット - 1983年のアルバム『Album』に収録。
- ジェフ・バックリィ - 2016年のコンピレーション・アルバム『You and I』に収録。録音は1993年。